# Puzznic
Puzznic (パズニック Pazunikku?) es un videojuego de combinación de fichas desarrollado y publicado por Taito Corporation para Arcade en 1989. fue portado para os sistemas Nintendo Entertainment System, Game Boy, PC Engine, Sharp X68000, Commodore Amiga 500, Atari ST, Amstrad CPC, Commodore 64, MS-DOS, y Sinclair ZX Spectrum entre 1990 y 1991. Los ports para ordenadores domésticos estuvieron a cargo de Ocean Software; el port de 2003 para PlayStation estuvo a cargo de Altron. La versión de Arcade y FM Towns tuvieron contenido para adultos, mostrando una mujer desnuda al final de cada nivel; esto fue removido en la versión internacional de arcade (pero no en la de Estados Unidos) y otros ports para sistemas caseros. Una versión completa para Apple IIGS fue cancelada después de que Taito de America cerrara.
Puzznic tiene fuertes similitudes gráficas y de juego con el propio Flipull/Plotting de Taito.

## Recepción
En Japón, Game Machine incluyó a Puzznic en su edición del 1 de diciembre de 1989 como la cuarta unidad de juegos de mesa de mayor éxito del mes. 
Amiga Power clasificó el juego como el 34º mejor juego de todos los tiempos. 